# Échangeur de Woluwe-Saint-Étienne
L'échangeur de Woluwe-Saint-Étienne (en néerlandais : Knooppunt Sint-Stevens-Woluwe) est un échangeur autoroutier situé à Woluwe-Saint-Étienne au sud-ouest de Zaventem (Brabant flamand). L'échangeur permet une connexion entre le ring de Bruxelles et l'autoroute A3 (E40). Celui-ci a été construit en 1974 suivant le modèle d'un échangeur en turbine.
En 2014, on dénombrait en moyenne un peu plus de 145 000 véhicules utilisant le complexe quotidiennement dont 8,04 % de camions,.

## Axes concernés
- Ring belge R0 (Ring de Bruxelles)
- Autoroute belge A3 (Bruxelles – Liège – Aix-la-Chapelle)